# 河西美希
河西 美希（かわにし みき、1989年11月11日 - ）は、日本のYouTuber、ファッションモデル。UUUM所属。愛称はみきぽん。

## 来歴
2008年にファッション雑誌「Popteen」のモデルオーディションPOPガールズオーディションで約3,000人の中からグランプリに選ばれる。以降同誌のレギュラーモデルとして活動。同誌の2009年11月号、2010年11月号、2011年7月号で表紙を飾った。
2010年に上海万国博覧会内で開催されたイベントに、日本のギャルモデル代表として鈴木奈々・舟山久美子・寿るい・出岡美咲・ソンイ・青木英李・村田莉・椎名ひかり・廣瀬麻伊とともに参加。ショーなどを通してギャル文化の広報などを行った。
2011年6月8日、デコメサイト「デコメリー」から登場した大人気キャラクター「フリフリくん」とのコラボソングを作詞に参加しリリース、配信限定楽曲「zettai 運命の人!! feat.フリフリくん」で歌手デビュー。
2012年5月2日、笹塚ファクトリーで行われた東京俳優市場の舞台『落ちないリンゴ』で女優デビュー。2012年9月のファッション雑誌「LARME」創刊以降、レギュラーモデルとして活動。
2014年11月6日、YouTube上に初めて動画を投稿。美容系YouTuberとして活動を開始。2019年5月9日、三度のYouTubeチャンネル移行を経て、現在のチャンネル「Kawanishi Miki かわにしみき」にて、登録者数が100万人を突破。
2021年8月3日、自身がプロデュースするカラコンブランド『mimuco（ミムコ）』の発売を開始。2023年3月4日、自身がプロデュースするコスメブランド『muice（ミュアイス）』の発売を開始。

## 人物
- アイスとゲームが大好きで、サブチャンネルで紹介や実況をしている。
- K-POPガールズグループ「TWICE」のメンバーであるサナのファンである。
- 元UUUM所属の女性YouTuber関根りさと親交が深く、「ぽんりさ」としてコラボ動画やコラボイベントなどを頻繁に行っている。
- 2018年から2019年にかけて、UUUM所属の男性YouTuberカイトと交際していた[10]。
- 2021年2月12日、自身のYouTubeチャンネル上の動画でADHDの診断を受けたことを告白した[11]。

## 商品

### プロデュースブランド
- mimuco（2021年8月3日 - 現在、PIA）[8]
- muice（2023年3月4日 - 現在、Rainmakers）[9]

### コラボ商品
- VAVI MELLO（2020年6月30日、DHOLIC）[12]

## 音楽作品

### 楽曲
- zettai 運命の人!! feat.フリフリくん（2011年6月8日）[5]

## 出演

### 映画
- 大怪獣モノ（2016年7月16日、キングレコード）- 西郷美和 役[13]

### 舞台
- 東京俳優市場「落ちないリンゴ」（2012年5月2日 - 6日、笹塚ファクトリー）[14]
- Winday's旗揚げ公演「here goes nothing」（2012年10月16日 - 21日、萬劇場）

### ウェブドラマ
- シューティングスター（2018年3月30日 - 5月25日 、劇団スカッシュ・YouTube） - マキ 役

### ラジオ番組
- クリエイターズ（2020年4月1日 - 2021年3月24日、東海ラジオ）- 水曜深夜担当

### ミュージックビデオ
- 西野カナ「遠くても feat. WISE」（2009年）
- 初音「恋に出逢った夏 feat. KEN THE 390」（2009年）
- 青山テルマ「サマーラブ!! feat. RED RICE from 湘南乃風」（2010年）
- mini「GiRLS SPiRiT」（2010年）
- サム・ツイ「STORY」（2017年）

### 広告
- 江崎グリコ ポッキー ウェブ広告「Pocky Chocot Link」（2010年）[15]

## 書籍

### 写真集
- スタイルブック『かわにしみきの…』（2020年1月31日、扶桑社）

### 雑誌
- Popteen（2008年 - 2011年、角川春樹事務所）
- LARME（2012年 - 現在、徳間書店）